# Тјеколдјани
Тјеколдјани (слч. Tekolďany) насељено је мјесто са административним статусом сеоске општине (слч. obec) у округу Хлоховец, у Трнавском крају, Словачка Република.

## Становништво
| Година:    | 1994. | 2004.   | 2014.    | 2024.    |
| ---------- | ----- | ------- | -------- | -------- |
| Број људи: | 175   | 165     | 140      | 118      |
| Разлика:   |       | -5,71 % | -15,15 % | -15,71 % |

| Година:    | 2023. | 2024.   |
| ---------- | ----- | ------- |
| Број људи: | 114   | 118     |
| Разлика:   |       | +3,50 % |

Према подацима о броју становника из 2024. године насеље је имало 118 становника.